# 風間丈吉
風間 丈吉（かざま じょうきち、1902年〈明治35年〉2月25日 - 1968年〈昭和43年〉5月24日）は、日本の社会運動家。日本共産党中央委員長を務め、のち転向した。

## 経歴・人物
中農の四男として新潟県で生まれた。高等小学校卒業後に上京、金属労働者となり、友愛会に加入。
1925年秋から5年間、モスクワの東方勤労者共産大学(クートヴェ)に留学。高橋貞樹らの薫陶を受け、のちに特高のスパイとなる飯塚盈延（〈スパイＭ〉）とも親交をもった。クートヴェ卒業後、赤色労働組合インターナショナル（プロフィンテルン）執行ビューローに勤め、国際労働会議、太平洋労働組合会議等に出席した。
1930年8月のプロフィンテルン第5回大会出席後に帰国、岩田義道・野坂参三・紺野与次郎・飯塚盈延らと日本共産党指導部再建をはかる。1931年1月、日本共産党中央委員長となり（いわゆる「非常時共産党」指導部）、モスクワから持ち込んだ31年政治テーゼ草案を起草、同年4月機関紙「赤旗」に発表したが、これは1932年7月の32年テーゼ発表により廃棄された。
1932年10月検挙された（熱海事件）。獄中で高橋に追随して転向し、1933年共産党より脱党。1942年満期出獄。出獄後再び機械工として働いた。
戦後、佐野学らと労農前衛党に結成に参加、書記長となる。佐野の死後、鍋山貞親の世界民主研究所で事務局長となり、反共活動をおこなった
。

## 著作
- 『モスコー共産大学の思ひ出』三元社、1949年
- 『日本共産党の地下工作 世界民主シリーズ 第2集』1950年6月
- 『モスコウとつながる日本共産党の歴史 上巻』天満社、1951年
- 『雑草の如く』経済往来社、1968年
- 『「非常時」共産党』三一書房、1976年6月